# Milionia fulgida
Milionia fulgida là một loài bướm đêm trong họ Geometridae.